# Bruno Agnello
Bruno Agnello (Cossato, 1907 – Cossato, 1968) è stato un calciatore italiano, di ruolo portiere.

## Carriera
Nato a Cossato nel 1907, entrò nella squadra boys ("ragazzi") della Biellese, per poi essere promosso in prima squadra. In seguito alla partenza, a stagione iniziata, del portiere titolare Costa, riuscì a trovare spazio in prima squadra, alternandosi in porta con Vialardi, e contribuendo, con nove presenze, alla storica promozione della Biellese nel massimo campionato al termine della stagione 1927-1928. Con la Biellese disputa 10 gare nel campionato di Divisione Nazionale 1928-1929 e 29 gare in Serie B 1929-1930.
Nella stagione 1931-1932 gioca nel Catania, per poi trasferirsi nel 1933 al Cossato dove giocò per due stagioni. Un infortunio al ginocchio lo costrinse a ritirarsi dal calcio giocato. Divenuto allenatore del Cossato, sotto la sua guida, la squadra vinse il campionato regionale di Prima Divisione 1936-1937 davanti al Casale ma, per motivi economici, dovette rinunciare alla promozione in Serie C conquistata sul campo. Nel secondo dopoguerra, con la rifondazione del club cossatese (in discontinuità con quello anteguerra), Agnello entrò a farne parte dapprima come allenatore e poi come segretario. Si spense a Cossato agli inizi del 1968.